# Васильевская церковь (Дмитров)
Церковь Благовещения Пресвятой Богородицы на Нетёке (Васильевская церковь, Благовещенская церковь) — утраченный православный храм в городе Дмитрове Московской области. Разрушен в 1930-е годы.
Являлась центром Васильевской слободы Дмитрова.

## История
Впервые упоминается в 7136 (1628) году как церковь Василия Кесарийского в посаде Дмитрова. По переписным книгам в год платилось церковной ежегодной дани 6 алтын 2 денег, десятичных 10 денег, заезда 4 денег. За 1720—1740 годы платилось по 31 алтыну и 2 деньги (94 коп.). В 1703 году за церковным приходом числилось 73 двора и церковная с огородной земля. 2 марта 1713 года из Духовного приказа пришёл указ о сборе денег на новую церковь из-за ветхости по челобитной попа Васильевской церкви Иродиона Евдокимова.
Благовещенская (Благовещения Пресвятой Богородицы) церковь (также Васильевская) в камне была построена в 1754 году. Позднее была построена колокольня в 1762 году. У церкви было в трапезной два придела: Васильевский и Сергиевский. Располагалась на Нетёке (бывшее русло реки Яхромы).
Здание церкви кирпичное, представляло собой четверик в основании, сверху восьмерик. Соединёно с трёхъярусной колокольней трапезной. Выполнено в стиле барокко.
В 1930-е годы при постройке канала Волга — Москва церковь была разрушена. На её месте был расположен парк возле пассажирской пристани с вокзалом на канале. В дальнейшем пристань стала грузовой.
Сейчас бывшее место церкви располагается в частном секторе (бывшая Васильевская слобода) за Савёловской железной дорогой у канала: пересечение Мельничного переулка и Лугового переулка.